# Blue Lines
Blue Lines é o álbum de estreia do grupo britânico de trip hop, Massive Attack, lançado em 8 de abril de 1991. Uma versão remasterizada foi lançada em 19 de novembro de 2012.
O álbum foi considerado o primeiro do gênero trip hop, embora o termo não fosse amplamente usado antes de 1994. O disco foi um sucesso no Reino Unido, chegando ao 10 lugar nas paradas da Inglaterra. A sonoridade do álbum contém toques de dub, hip-hop, soul e música eletrônica em geral.

## Antecedentes
"Trabalhamos em Blue Lines durante oito meses, com pausas para o Natal e a Copa do Mundo", disse Robert "3D" Del Naja, "mas começamos com uma seleção de ideais que tinham sete anos. Músicas como 'Safe from Harm' e 'Lately' estavam conosco há um tempo, de quando fazíamos parte do The Wild Bunch, ou da nossa época nos sound systems de Bristol. Mas quanto mais trabalhávamos nessas músicas, mais começamos a ter novas ideias também – como 'Five Man Army' surgiu numa jam." O grupo também se influenciou em álbuns conceituais de vários gêneros de artistas como Pink Floyd, Public Image Ltd., Billy Cobham, Wally Badarou, Herbie Hancock e Isaac Hayes.

Daddy G comentou sobre a criação do álbum:
Éramos uns lerdos de Bristol. Foi a Neneh Cherry que nos colocou num estúdio. Gravamos muito na casa dela, no quarto do bebê dela. Fedia há meses e depois encontramos uma fralda suja atrás do aquecedor. Eu ainda era DJ, mas o que tentávamos fazer era criar música eletrônica para a cabeça em vez de para os pés. Acho que é nosso álbum mais criativo, éramos mais fortes naquela época.
A fonte usada na capa do álbum é Helvetica Black Oblique. Del Naja reconheceu a influência do logotipo de material inflamável usado na capa do álbum Inflammable Material do Stiff Little Fingers.
| Críticas profissionais                                                      | Críticas profissionais |
| Avaliações da crítica                                                       | Avaliações da crítica  |
| Fonte                                                                       | Avaliação              |
| --------------------------------------------------------------------------- | ---------------------- |
| allmusic                                                                    | [ 6 ]                  |
| Robert Christgau                                                            | (sem nota)             |
| Esta tabela precisa de ser acompanhada por texto em prosa. Consulte o guia. |                        |

## Faixas
| N.º            | Título                            | Participação                                       | Duração |  |
| 1.             | "Safe from Harm"                  | Shara Nelson                                       | 5:18    |  |
| 2.             | "One Love"                        | Horace Andy                                        | 4:48    |  |
| 3.             | "Blue Lines"                      | Tricky                                             | 4:21    |  |
| 4.             | "Be Thankful for What You've Got" | Tony Bryan                                         | 4:09    |  |
| 5.             | "Five Man Arm"                    | Horace Andy, Tricky e Claude "Willie Wee" Williams | 6:04    |  |
| 6.             | "Unfinished Sympathy"             | Shara Nelson                                       | 5:08    |  |
| 7.             | "Daydreaming"                     | Tricky e Shara Nelson                              | 4:14    |  |
| 8.             | "Lately"                          | Shara Nelson                                       | 4:26    |  |
| 9.             | "Hymn of the Big Wheel"           | Horace Andy e Neneh Cherry                         | 6:36    |  |
| Duração total: | Duração total:                    | Duração total:                                     | 45:04   |  |

#### Créditos dos samples
- "Safe from Harm" contém samples de "Stratus", composta e performada por Billy Cobham.
- "Blue Lines" contém samples de "Sneakin' in the Back", composta por Max Bennett, Larry Carlton, John Guerin, Joseph Sample, e Thomas Scott, and performada por Tom Scott e L.A. Express.
- "Daydreaming" contém samples de "Mambo", composta e performada por Wally Badarou.
- "Lately" contém samples de "Mellow Mellow Right On", composta por Larry Brownlee, Gus Redmond, Fred E. Simon, e Jeffrey Simon, e performada por Lowrell Simon.